# Опсада Београда (1789)
Опсада Београда у Аустријско-турском рату је трајала од 15. септембра до 8. октобра 1789. када је аустријска војска под командом Ернста Гидеона фон Лаудона опсела турски гарнизон у Београдској тврђави. После тронедељене опсаде, Аустријанци су на јуриш заузели тврђаву. Аустријанци су држали град све до 1791. када су га вратили Турцима по одредбама Свиштовског мира.

## Позадина
Београд је током 18. века у више наврата мењао господаре. Пожаревачким миром 1718. године он улази у састав Хабзбуршке монархије и постаје престоница новоформиране Краљевине Србије. Аустријанци га губе током Аустријско-турског рата 1737-1739. године. Турци том приликом предузимају једномесечну опсаду Београда, која је завршена освајањем града и потписивањем мировног споразума управо у престоници међуратне Краљевине Србије. У наредних педесет година Београд је био у рукама Турака. Нови Аустријско-турски рат избио је 1787. године. Аустријанци су победом код Мехадије августа 1789. године приморали Турке да се повуку јужно од Дунава и у град Оршову. Османски војсковођа Осман-паша предузео је одбрану Београда са 8.000 људи и 407 топова. Генералисимус Ернст Гидеон фон Лаудон је предводио аустријску војску, која прелази из Баната у Срем. Припреме за опсаду Београда отпочео је фелдмаршал Хадик. У опсади Београда помагао је српски фрајкор, Михаил Михаљевић, који је са 5.268 људи у Забрежју имао задатак да осигура трупе које буду прелазиле Саву код Остружнице.

## Припреме
Прелаз преко реке отпочео је 10. септембра у вечерњим сатима. Наредног дана довршен је прелаз преко подигнутог моста. У зору 12. септембра пребачене снаге кренуле су ка Београду у два правца: Железник-Кнежевац и Остружница-Жарково. Фрајкори и део коњице чинили су претходницу. Обе колоне избијају на Дедиње увече истог дана. Ускоро су пристигла и појачања. До 13. септембра аустријске трупе подигле су мост према средини Аде циганлије, а затим су га проширили до десне обале, где су подигли утврђења. На левој обали Саве изграђен је 14/15. септембра редут за 6 топова и ров према Земуну. Турски напад на редут од 15. септембра је одбачен. Лаудон је за то време запосео стару контравалациону линију Еугена Савојског и делом снага подишао градском бедему са јужне стране. На десном крилу линије (код Карабурме), довршен је 17. септембра мост. На дунавској страни израђена су 2 редута са по 4 топа. У артиљеријском двобоју Аустријанци су запалили предграђа Савамалу и Српску варош, а затим су подишли Стамбол-капији. Лаудон је 18. септембра привукао нове снаге. Турци су ватром ометали извођење опсадних радова. Турски испад са 400 људи од 19. септембра је одбијен.

## Опсада
Опсадни радови завршени су 23. септембра. Истог дана Лаудон је наредио бомбардовање Београда. Располагао је са 70 батаљона, 90 ескадрона и укупно 62 070 војника са 365 топова и мерзера. Од тога је 38 батаљона и 58 ескадрила распоредио на Еугеновим линијама; у паралелама према граду 10 батаљона и 20 ескадрила; на сремској обали 13 батаљона и 8 ескадрила, а на банатској обали Дунава 6 батаљона и 4 ескадриле. Артиљерија је до 30. септембра порушила палисаде и истог дана је извршен општи јуриш на град (у 9 часова). Првом колоном командовао је генерал Вилхелм Клебек, другом генерал Браун, трећом генерал Далтон. Резервом је командовао генерал Брент. Она се налазила изнад десног нападног крила. На челу сваке колоне налазило се по 50 стрелаца из српских фрајкора, по 50 дрводеља и 270 других војника са разним алатом за савлађивање препрека. Прва колона заузела је бедем на Бањалучкој капији и продрла до Калемегдана. Друга и трећа заузеле су бедем и такође продрле до Калемегдана. Четврта колона имала је најтежи задатак. Она после тешких борби заузима Стамбол-капију. Резерве су запоселе Видинску и Смедеревску капију. После заузимања вароши приступило се опсадним радовима у циљу освајања тврђаве. За нападе на Доњи град пребачено је 15 оруђа на Велико ратно острво. Напади су трајали до 6. октобра, када је Осман-паша затражио примирје од 15 дана и понудио преговоре. Лаудон је следећег дана одбио преговоре и ултимативно захтевао предају града у року од 6 сати. Турци су то учинили 9. октобра.
Преосталим турским снагама (4.883 пешака, 1.088 коњаника, 682 рањена и болесна) дозвољено је да се повуку у Турску. Заплењено је 445 артиљерских оруђа, 20 шајки, 45 мањих бродова и разног ратног материјала. Аустријанци су имали 300 погинулих и 777 рањених.

## Последице
Наредне три године Београд ће остати у аустријским рукама. Уласком Русије у рат изгледало је да ће Османско царство поклекнути пред знатно моћнијим снагама. Избијање Француске револуције онемогућило је такав исход рата. Одредбама Свиштовског мира из 1791. године Београд је враћен Турцима. Команду је преузео Бећир-паша. У следећим годинама око Београда ће се водити борбе Турака и јаничара, да би на самом крају столећа власт преузеле дахије. Српски устаници ослободиће Београд 1806. године, те ће он постати престоница новоформиране устаничке државе, све до њеног уништења 1813. године.